# Tumman veden päällä (film)
Pour plus de détails, voir Fiche technique et Distribution.
Tumman veden päällä est un film finlandais réalisé par Peter Franzén, sorti en 2013.

## Synopsis
Pete vit avec sa mère et son beau-père, alcoolique. Malgré les accès de violence de celui-ci, sa mère ne veut pas divorcer car ce serait considéré comme un honte dans le village où ils vivent.

## Fiche technique
- Titre : Tumman veden päällä
- Titre anglais : Above Dark Waters
- Réalisation : Peter Franzén
- Scénario : Peter Franzén d'après son roman du même nom
- Musique : Janne Lappalainen
- Photographie : Pini Hellstedt
- Montage : Kimmo Taavila
- Production : Jukka Helle et Markus Selin
- Société de production : Solar Films
- Pays :  Finlande
- Genre : Drame
- Durée : 108 minutes
- Dates de sortie : 
  -  Finlande : 6 septembre 2013

## Distribution
- Olavi Angervo : Pete
- Matleena Kuusniemi : la mère
- Milja Tuunainen : Suvi
- Samuli Edelmann : le père
- Ismo Kallio : le grand-père
- Marja Packalén : la grand-mère
- Peter Franzén : Kake
- Mio Hamari : Pekka
- Tommi Raitolehto : Teukka
- Mari Perankoski : Taina
- Elina Knihtilä : Liisa
- Jonna Järnefelt : Opettaja
- Janne Kinnunen : Erkki
- Vieno Saaristo : Salmiakkimummo
- Ellen Tervaharju : Saara
- Juha-Matti Rissanen : le mari de Taina
- Pauli Räisänen : Mika
- Juri Kungas : Vili
- Kalle Riikkula : Jani
- Eelis Kajander : Eelis
- Tuomas Kääriäinen : Martti
- Dome Karukoski : Markus

## Distinctions
Le film a reçu le Jussi de la meilleure actrice dans un second rôle pour Matleena Kuusniemi et a été nommé pour le Jussi du meilleur film.